# Johan Elmander
Johan Erik Calvin Elmander (* 27. května 1981, Alingsås, Švédsko) je švédský fotbalový útočník, který v současné době hraje v dánském klubu Brøndby IF. Účastník Mistrovství světa 2006 v Německu, EURA 2008 v Rakousku a Švýcarsku a EURA 2012 v Polsku a na Ukrajině. Ve své kariéře hrál mimo rodného Švédska v Anglii, Turecku, Nizozemsku, Francii a Dánsku.
Vyhrál anketu čtenářů britského deníku The Guardian o nejkrásnější gól Barclays Premier League, šlo o utkání v listopadu 2010 proti Wolverhampton Wanderers FC, kde zvyšoval na průběžných 2:0 pro Bolton Wanderers FC. Z 50 nominovaných obdržel 27% hlasů.